# 长梗蝇子草
长梗蝇子草（学名：Silene pterosperma）为石竹科蝇子草属的植物，为中国的特有植物。分布于中国大陆的青海、甘肃、陕西、四川、内蒙古等地，生长于海拔1,700米至4,000米的地区，多生在山地林缘或灌丛草地，目前尚未由人工引种栽培。

## 别名
长梗细蝇子草（云南植物研究）